# Ambachtsmolen
De Ambachtsmolen of Strijkmolen Geestmerambacht is een boezemmolen. De molen is een in 1632 gebouwde achtkantige houten achtkant met een binnenkruiwerk en staat aan 't Wuiver 35 te Oudorp in de gemeente Alkmaar. De achtkant is van eikenhout en heeft een boventafelement met blokkelen, hetgeen in het begin van de houten achtkanten werd toegepast. (Een blokkeel is een houten verbindingsstuk tussen twee delen van het boventafelement.) De molen is in 2004/2005 gerestaureerd en kan nu weer draaien, maar heeft nog geen volledig gaande binnenwerk.
Het Oudhollandse gevlucht heeft gelaste, ijzeren roeden uit 1958 ter vervanging van het haspelwiekenkruis. De binnenroe is 24,14 m lang en de buitenroe 24,40 m.
De gietijzeren bovenas is uit 1896 en is gemaakt door de fabrikant De Prins van Oranje te 's Gravenhage.
Het kruiwerk van de kap bestaat uit houten rollen en wordt gekruid met een binnenkruirad.
De vang is een Vlaamse blokvang, bestaande uit vijf stukken, met wipstok. De vangbalk heeft een klamp. Vroeger had de molen een stutvang.
Het nog aanwezige bovenwiel heeft 47 kammen en een steek van 16,4 cm.

## Eigenaren
- 2004 - heden: Molenstichting Alkmaar e.o

Strijkmolens:
Strijkmolen B ·
Strijkmolen C ·
Strijkmolen D ·
Strijkmolen E ·
Ambachtsmolen ·
Strijkmolen I ·
Strijkmolen K ·
Strijkmolen L

Poldermolens:
Bosmolen ·
Hargermolen ·
Groetermolen ·
De Grebmolen ·
Slootgaardmolen ·
Poldermolen Waarland ·
Molen D / Oosterdel ·
Molen A ·
Sluismolen ·
Damlandermolen ·
Philisteinse Molen ·
Wimmenumer Molen ·
Geestmolen ·
Robonsbosmolen ·
De Viaan ·
De Eendracht

Korenmolens:
De Groot ·
Kijkduin (Schoorl) ·
't Roode Hert -
De Gouden Engel -
De Otter (Oterleek)

Molenstichting Alkmaar